# Jesmonite
Jesmonite är ett gjutmaterial, som är en blandning av akrylplastpulver och gips, som rörs ut med vatten och hårdnar.
Det uppför sig som gips under omkring ett dygn och hårdnar därefter till ett akrylplastliknande tillstånd. Det kan till exempel användas för att ensamt eller med armering av glasfiberväv täcka en skumplastkärna.
Jesmonite uppfanns på 1980-talet i Storbritannien. Det är ett inregistrerat varumärke för Jesmonite Ltd.